# 圣玛大肋纳教堂 (普罗旺斯地区艾克斯)

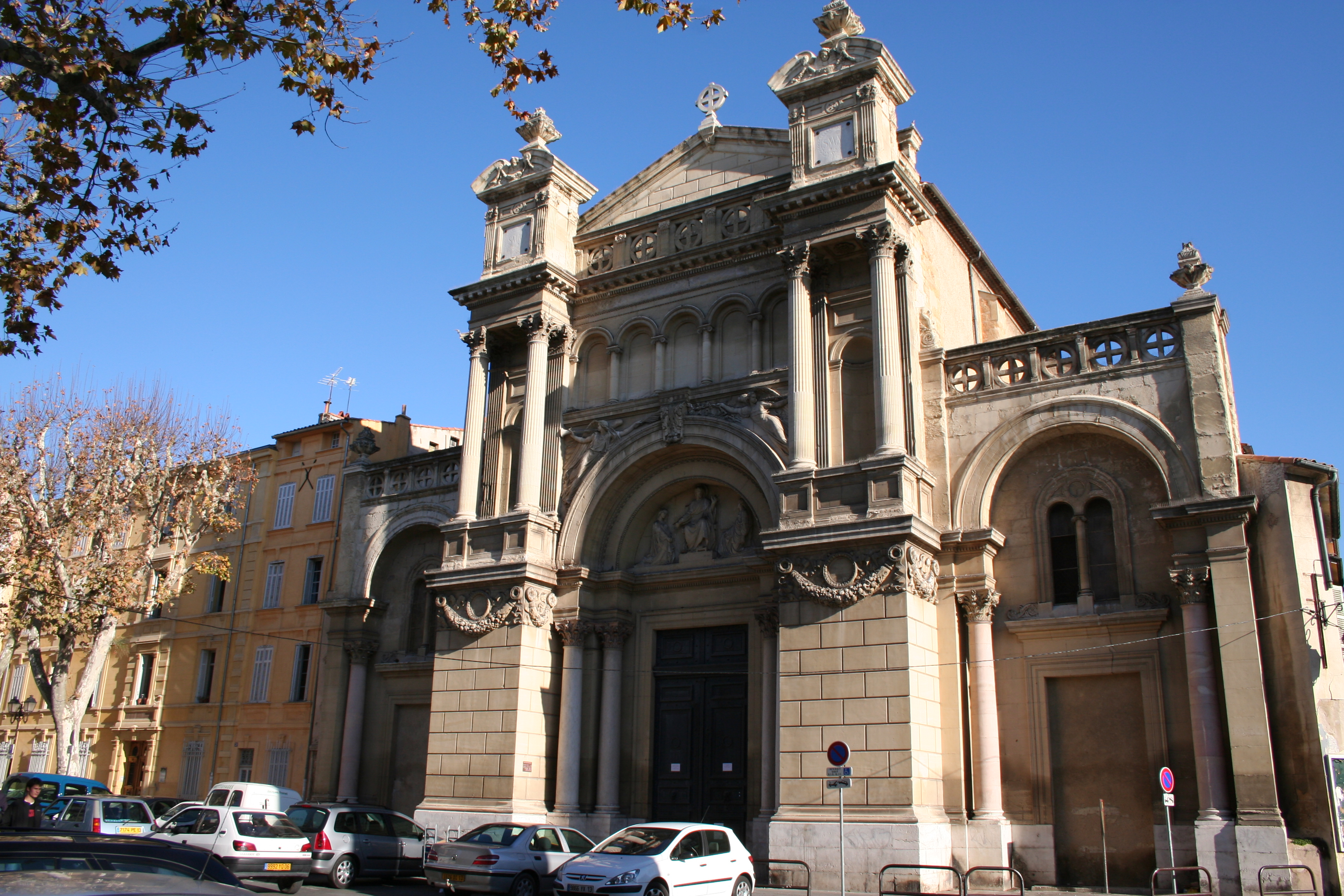
立面

圣玛大肋纳教堂（Église de la Madeleine）是法国南部城市普罗旺斯地区艾克斯的一座罗马天主教教堂，位于传教士广场（place des Prêcheurs）。该广场得名于先前位于此处的一座多明我会修道院。圣玛大肋纳教堂兴建于1691年到1703年，由洛朗·瓦伦设计，1855年到1860年，亚琛建筑师Henri Revoil修改了立面。该建筑一直被认为是罗讷河口省最漂亮的宗教建筑。
圣玛大肋纳教堂正在进行改造和加固。2006年对公众关闭，2013年重新开放。

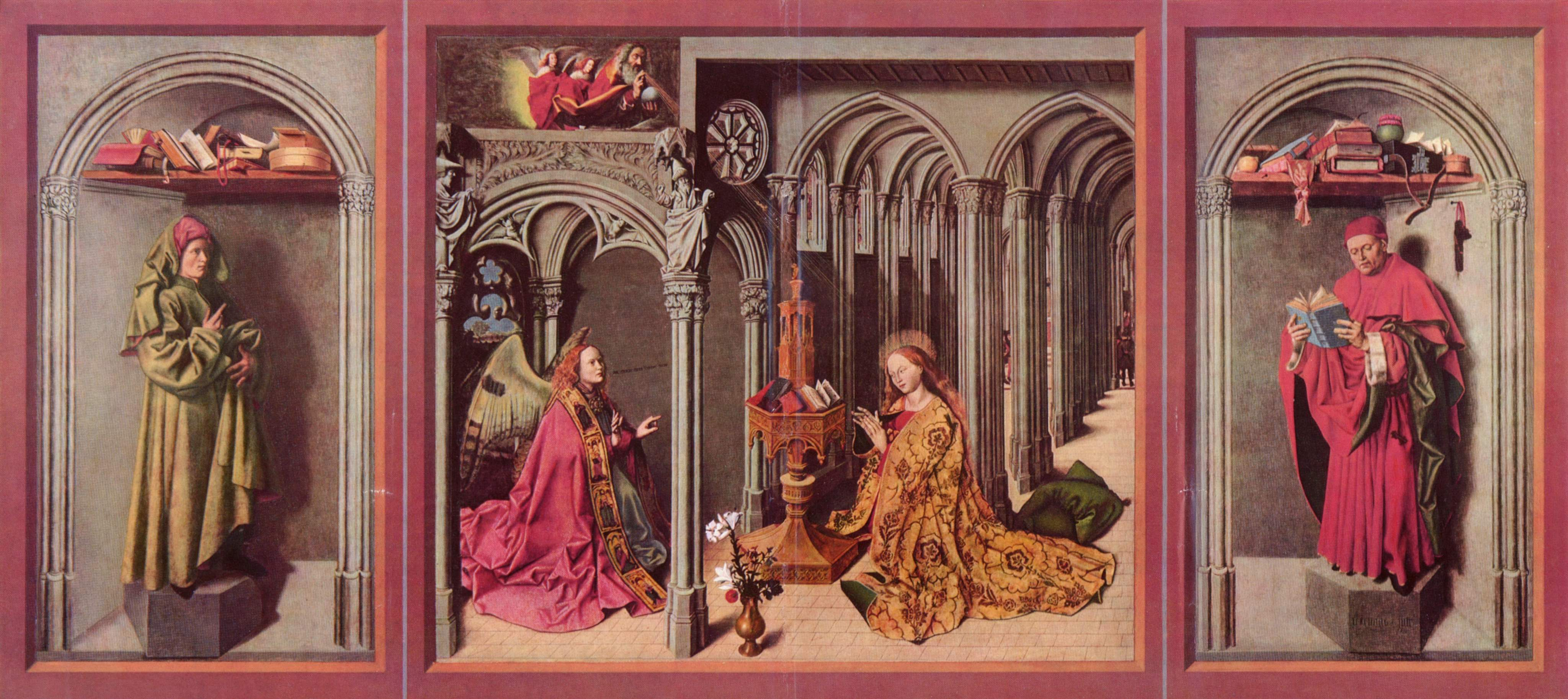
L'Annonciation, Barthélemy d'Eyck, ensemble du triptyque.
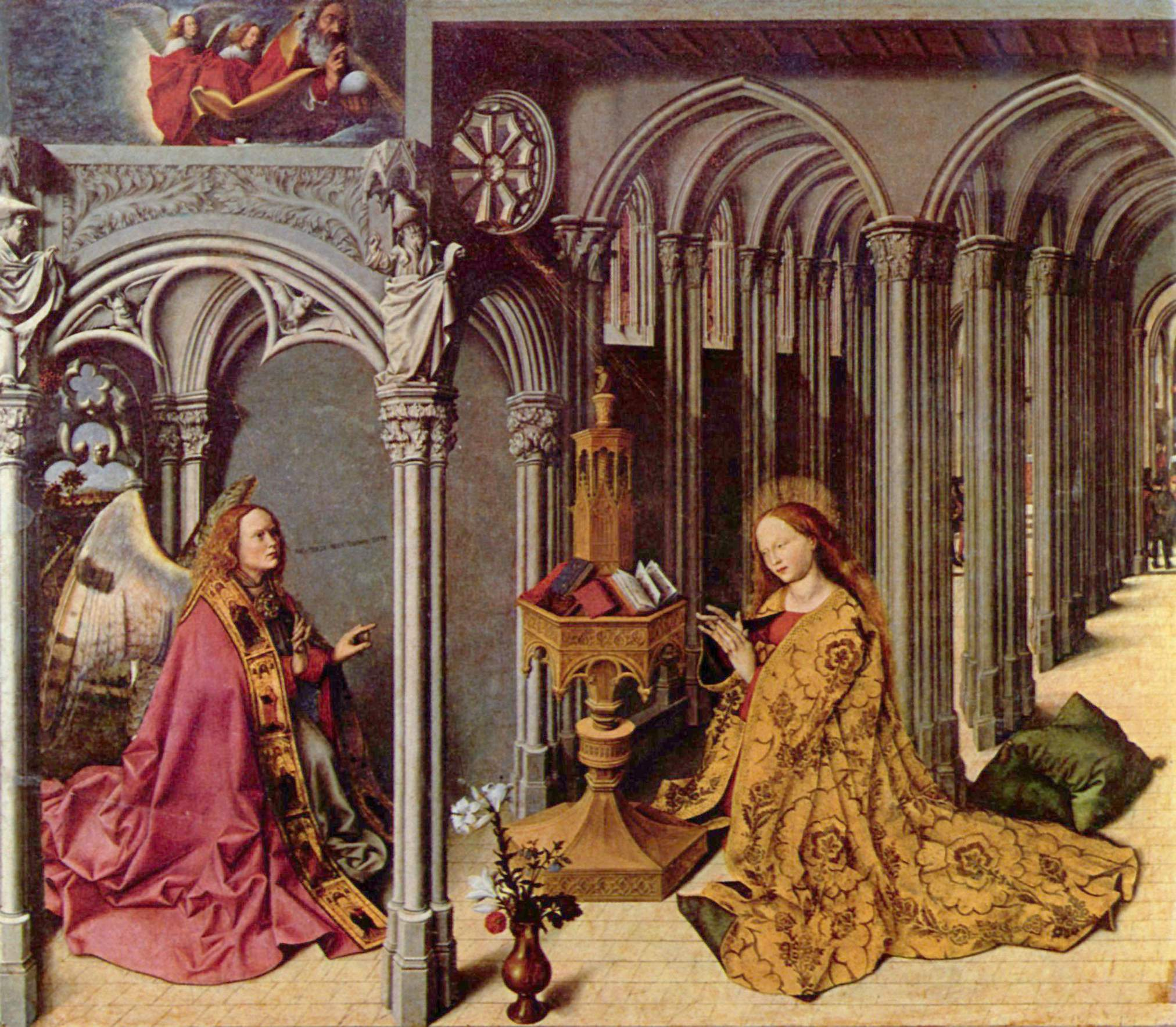
L'Annonciation, Barthélemy d'Eyck, panneau central.
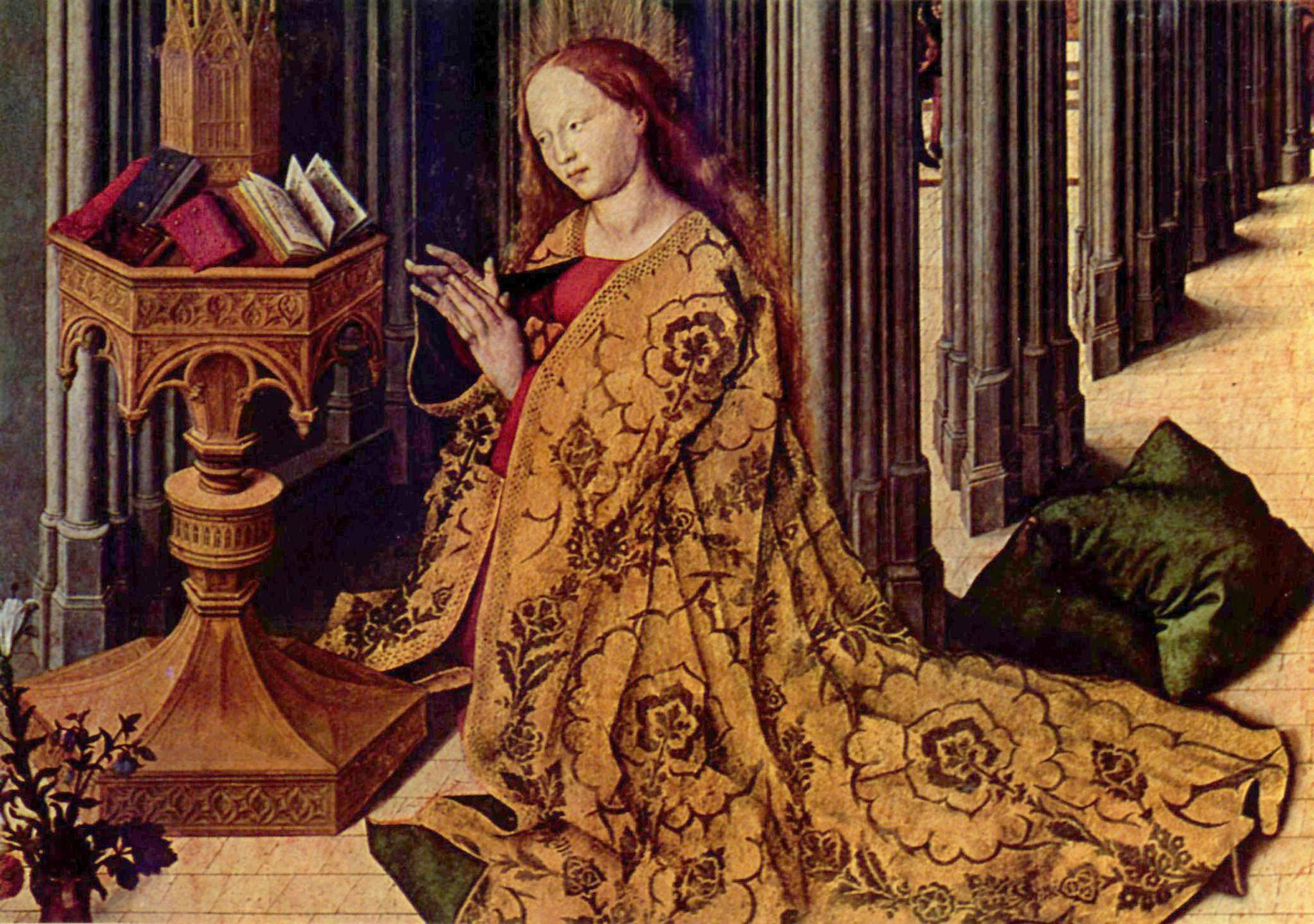
L'Annonciation, Barthélemy d'Eyck, panneau central (détail).